# Smålit
Smålit (stiliserat som SmåLit), Smålands litteraturfestival, är en litteraturfestival i Region Jönköpings län. Festivalen hålls årligen i februari månad sedan 2016.
Smålit arrangeras gemensamt av Hall Media, Region Jönköpings län, Jönköpings kommun och Värnamo kommun. Smålit har även arrangerats i Tranås och Nässjö.